# 甲浦村
甲浦村（こううらそん）は岡山県南部の児島半島北岸に存在した村である。1952年4月1日に岡山市へ編入された。

## 概要
現在の南区郡、北浦、宮浦、飽浦に当たる。村名の由来は、南方にある金甲山山麓の海岸地帯にあたることによる。
1945年6月29日、岡山空襲に向かっていたB-29のうち1機が甲浦村大字宮浦の貝殻山に墜落し、搭乗していた米兵11人全員が戦死した。

## 人口
| \| 1920年（大正9年） \| 3,335人 \| \| \| 1925年（大正14年） \| 3,118人 \| \| \| 1930年（昭和5年） \| 3,081人 \| \| \| 1935年（昭和10年） \| 3,007人 \| \| \| 1940年（昭和15年） \| 2,765人 \| \| \| 1947年（昭和22年） \| 4,091人 \| \| \| 1950年（昭和25年） \| 3,753人 \| \| |         |  |
| 総務省統計局 / 国勢調査（1950年） |         |  |
| 1920年（大正9年） | 3,335人 |  |
| 1925年（大正14年） | 3,118人 |  |
| 1930年（昭和5年） | 3,081人 |  |
| 1935年（昭和10年） | 3,007人 |  |
| 1940年（昭和15年） | 2,765人 |  |
| 1947年（昭和22年） | 4,091人 |  |
| 1950年（昭和25年） | 3,753人 |  |

## 歴史

### 沿革
- 1889年（明治22年）6月1日 - 町村制施行。郡村・北浦村・宮浦村・飽浦村が合併して児島郡甲浦村が発足。
- 1890年（明治23年）- 尋常甲浦小学校設置（後の甲浦小学校）。
- 1940年（昭和15年）-  文部省により大字宮浦字高島が吉備高島宮の地に認定される。
- 1947年（昭和22年）-  甲浦小学校校舎を借用して甲浦中学校開校。
- 1951年（昭和26年）2月 - 児島湾締切堤防が着工。
- 1952年（昭和27年）4月1日 - 岡山市に編入。同日甲浦村廃止。

合併以降の沿革は児島地域 (岡山市)を参照。

## 地域

### 教育
- 甲浦村立甲浦小学校（現・岡山市立甲浦小学校）
- 甲浦村立甲浦中学校（現・岡山市立光南台中学校）